# Erich John
Erich Josef Friedrich John (geboren am 6. Februar 1932 in Kartitz, Okres Tetschen, Tschechoslowakei) ist ein deutscher Formgestalter (Designer). Internationale Bekanntheit als Designer erlangte er durch die Gestaltung der Urania-Weltzeituhr auf dem Berliner Alexanderplatz.

## Leben
Erich John wuchs in Nordböhmen auf. Nach dem Zweiten Weltkrieg wurde seine Familie vertrieben und der Hof enteignet. Von 1947 bis 1950 absolvierte er eine Lehre als Bauschlosser in Neukloster. Von 1950 bis 1953 studierte John an der Fachschule für Angewandte Kunst Wismar-Heiligendamm Kunstschmiede-Metallgestaltung. Sein Praktikum machte er bei Fritz Kühn. Von 1953 bis 1958 studierte er bei Rudi Högner und Ernst Rudolf Vogenauer an der Hochschule für Bildende und Angewandte Kunst Berlin-Weißensee Formgestaltung. Er war dann bis 1966 in Berlin künstlerischer Mitarbeiter am Institut für angewandte Kunst bzw. Zentralinstitut für Formgestaltung. Zwischenzeitlich baute er 1960/1961 das erste Industrieatelier der Vereinigung Volkseigener Betriebe (VVB) Eisen-Blech-Metallwaren in Karl-Marx-Stadt auf.
Für die Rathenower Optische Werke (ROW) gestaltete John ein komplettes Produktionsprogramm neu. In der Zeit zwischen 1955 und 1992 entwarf er zahlreiche Produkte der Elektro-, Optisch-Feinmechanischen und Kraftfahrzeug-Zulieferindustrie, zum Beispiel 1955 das Design für den Rundfunkempfänger Undine II und 1975 für den Elektrorasierapparat Bebo Sher Favorit. Im Jahr 1963 designte er die MINOSUPAN, eine Maschine zur Herstellung von petrografischen Dünnschliffen.
Ab 1966 war John Dozent an der Kunsthochschule Berlin-Weißensee, ab 1972 Leiter des Fachgebiets Formgestaltung und ab 1973 als Nachfolger von Rudi Högner Professor. Mit dem Ende der DDR musste er seine Stelle an der Kunsthochschule Weißensee abgeben.
Als Mitarbeiter der Planungsgruppe zur Umgestaltung des Berliner Alexanderplatzes (Leitung: Walter Womacka) entwarf er die Urania-Weltzeituhr. 1968/1969 übernahm er bei dieser zudem die Bauleitung. Hersteller der Uhr waren die VEB Wasseraufbereitungsanlagen Rathenow und ROW (Rathenower Optische Werke), für die John in den Jahren davor zahlreiche optische Produkte gestaltet hatte.
1982 wurde er an die Ohio State University (Columbus, Ohio), Department of Industrial Design, als Gastprofessor berufen.

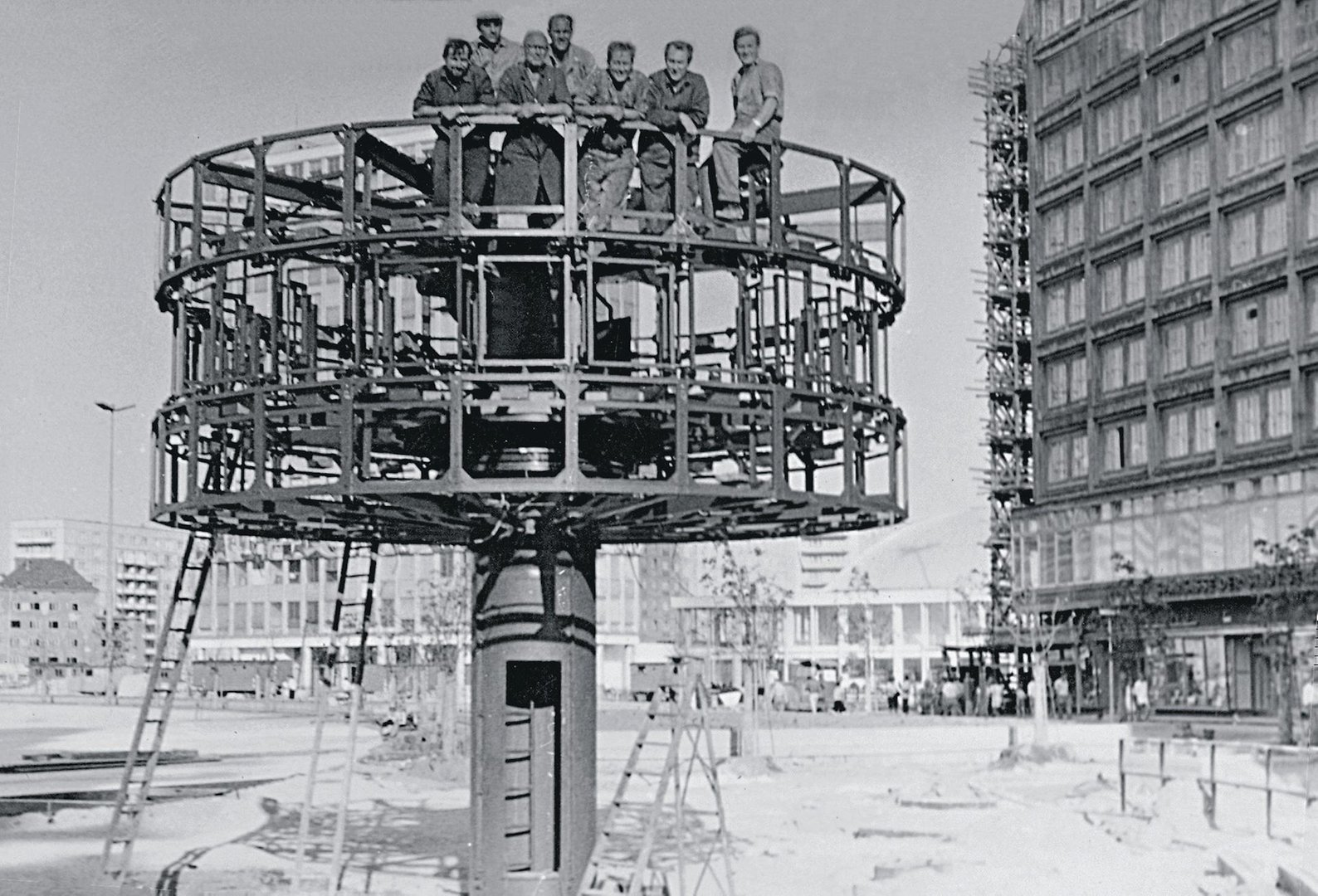
Gerüst der Weltzeituhr in Berlin 1969; Formgestalter Erich John ganz links
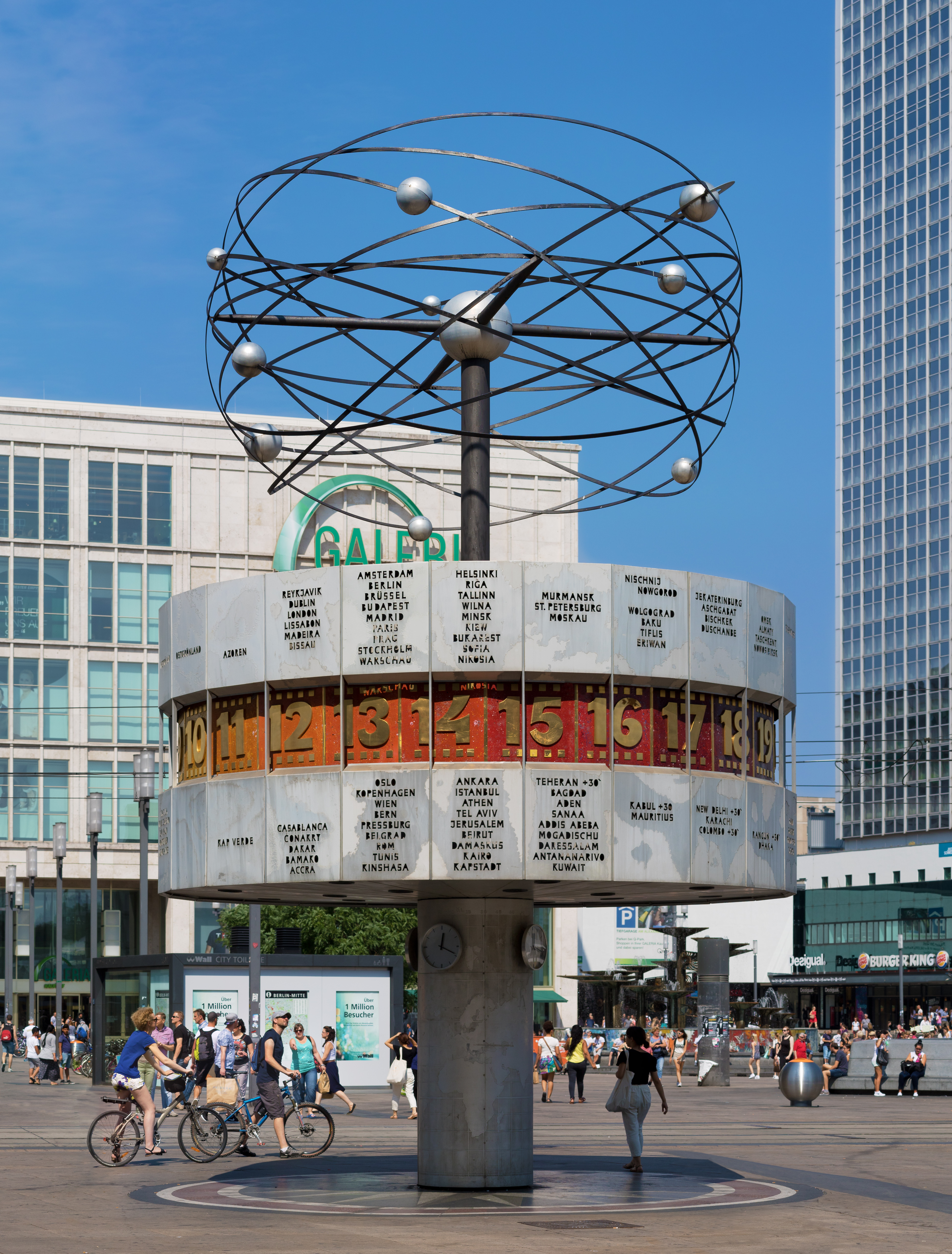
Urania-Weltzeituhr auf dem Berliner Alexanderplatz
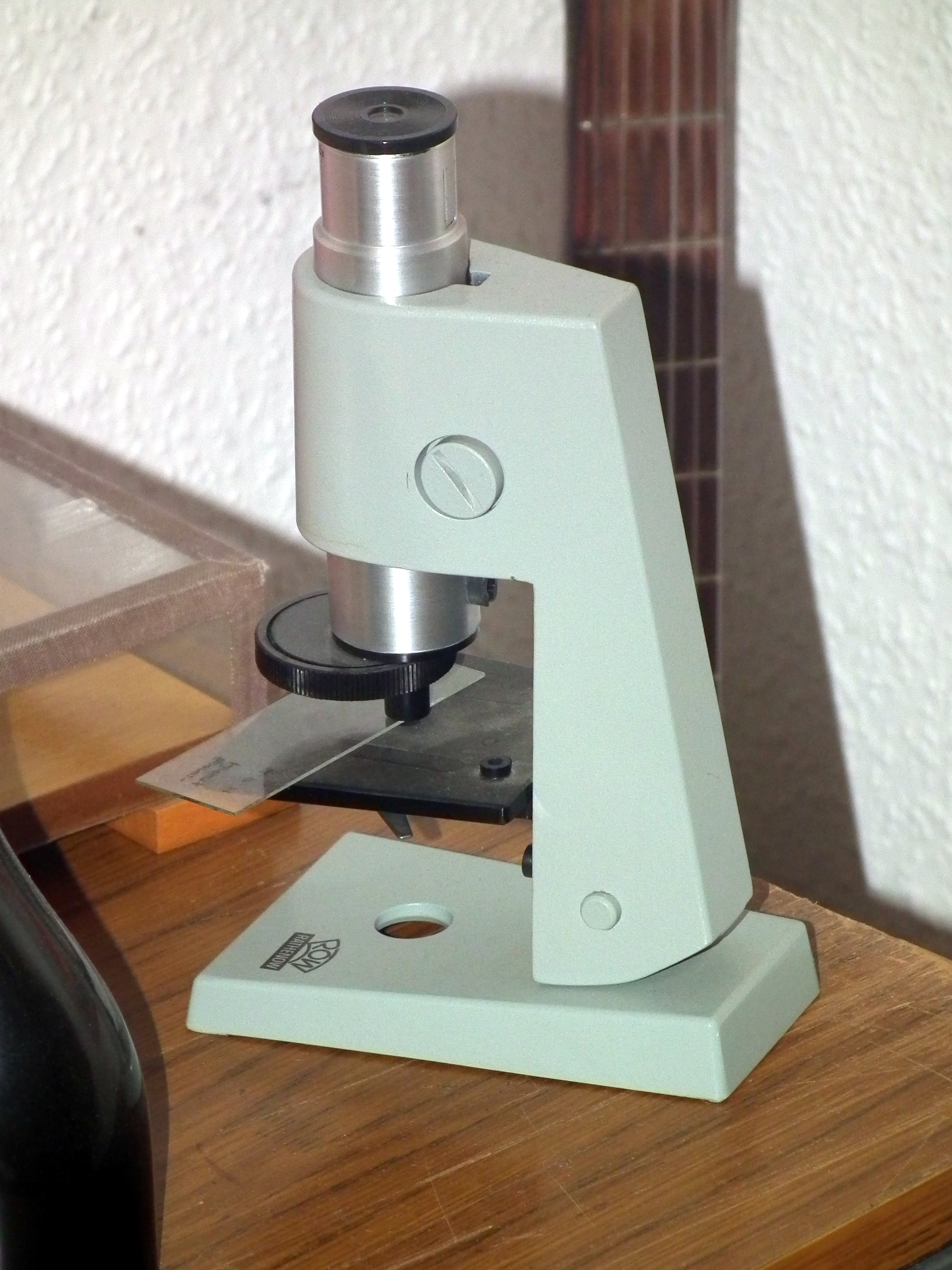
Schulmikroskop von ROW, Design von Erich John
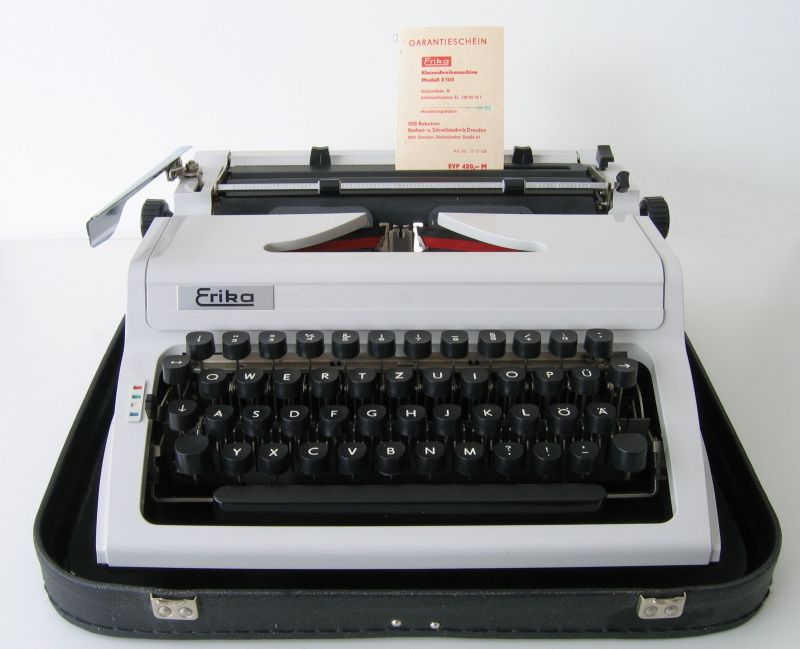
„Erika“, hergestellt im April 1984, Design Erich John

John war bis 1990 Mitglied des Verbands Bildender Künstler der DDR, 1978 bis 1988 als Leiter der Zentralen Sektion Formgestaltung/Kunsthandwerk. Er hatte in der DDR und im Ausland eine bedeutende Zahl von Einzelausstellungen und Ausstellungsbeteiligungen, u. a. von 1962 bis 1988 an allen fünf Deutschen Kunstausstellungen bzw. Kunstausstellungen der DDR in Dresden.

## Auszeichnungen
- 1962 und 1964 Goldmedaille für hervorragende Formgestaltung
- 1968 Goldmedaille der Allunionsausstellung Moskau für hervorragende Formgestaltung
- 1978 Verdienstmedaille der DDR
- 1982 Designpreis der Deutschen Demokratischen Republik
- 2019 Bezirksverdienstmedaille Berlin-Mitte[5][6]
- 2021 Bundesverdienstkreuz am Bande[7]

## Publikationen Johns
- Analyse des Gestaltungsweges einer Maschine. form + zweck, Jahrbuch 1963, Berlin 1963, S. 77.
- Ikarusflüge: Erinnerungen eines DDR-Designers. Frieling & Huffmann, Berlin 2012, ISBN 978-3-8280-3081-7

## Sonstiges
Als Entwickler und Erbauer der Weltzeituhr vom Berliner Alexanderplatz trat Erich John in der NDR-Rateshow Kaum zu glauben! als Gast auf, dessen außergewöhnliche Leistung es zu erraten galt.
Die rbb-Fernsehjournalistin Heike Schüler und der Kameramann Michael Günther haben Erich John über mehrere Jahre mit der Kamera zu den Stationen seines bewegten Lebens begleitet. Der Dokumentarfilm zum 90. Geburtstag des Designers wurde am 11. Februar 2022 offiziell vorgestellt. Erich John war zu diesem Anlass in die Talkshow Riverboat im MDR eingeladen.